# Ulrich Schießl
Ulrich Schießl (* 1948 in Wittenberge; † 25. Juli 2011 in Dresden) war ein deutscher Kunsthistoriker und Restaurator.

## Lebenslauf
Nach dem Studium der Kunstgeschichte in München und Wien erfolgte 1977 die Promotion mit der Arbeit über  »Polychromie der sakralen Ausstattungskunst des süddeutschen Rokoko unter besonderer Berücksichtigung der Bildwerke« Es folgte ein Studium der Restaurierung an der Staatlichen Akademie der Bildenden Künste Stuttgart im Studiengang »Restaurierung und Technologie von Gemälden und polychromen Skulpturen« mit dem Abschluss als Diplomrestaurator. Von 1981 bis 1993 war Schießl Koordinator der neu gegründeten Fachklasse für Konservierung und Restaurierung an der Höheren Fachschule für Gestaltung in Bern und war von 1984 bis 1988 Projektleiter »Untersuchungen zur Beförderung von Erhaltungs- und Restaurierverfahren an Dekorationsmalereien und ihrem immobilen Bildträger Holz« im Nationalen Programm 16 des Schweizerischen Nationalfonds zur Förderung der wissenschaftlichen Forschung.
Schießl hatte von 1993 an eine Professur an der Hochschule für Bildende Künste (HfBK) in Dresden und war von 1996 bis 2005 deren Rektor. Seit 2005 war Ulrich Schießl Studiendekan und Mitglied des Akademischen Senats. Von 1995 bis 1997 leitete er das Forschungsprojekt »Historische Technologie und Konservierungsprobleme von Abgüssen und Bildhauermodellen aus Gips mit besonderer Berücksichtigung der Abgusssammlung des Albertinums«.
Ulrich Schießl starb am 25. Juli 2011 und wurde in Regensburg auf dem Friedhof Dreifaltigkeitsberg beigesetzt.
Er war seit 1968 Mitglied der katholischen Studentenverbindung KDStV Rupertia Regensburg im Cartellverband.